# Puerto de la Cantera
Puerto de la Cantera är en ort i Mexiko.   Den ligger i kommunen Tuxpan och delstaten Michoacán de Ocampo, i den södra delen av landet, 140 km väster om huvudstaden Mexico City. Puerto de la Cantera ligger 1 828 meter över havet och antalet invånare är 416.
Terrängen runt Puerto de la Cantera är huvudsakligen kuperad. Puerto de la Cantera ligger nere i en dal. Runt Puerto de la Cantera är det ganska tätbefolkat, med 116 invånare per kvadratkilometer. Närmaste större samhälle är Ciudad Hidalgo, 12,8 km nordväst om Puerto de la Cantera. Omgivningarna runt Puerto de la Cantera är en mosaik av jordbruksmark och naturlig växtlighet.